# Сисуни (Молодечненський район)
Сисуни (біл. вёска Сысуны) — село в складі Молодечненського району Мінської області, Білорусь. Село підпорядковане Олехновицькій сільській раді, розташоване в західній частині області.

## Історія
У 1921–1945 роках село і фільварок знаходилось у Польщі, у Вільнюськім воєводстві, Вілейського повіту, з 1927 року Молодечненського повіту, гміні Гарадок.

## Населення
- 1866 рік — 25 людини, 4 будинки[1]
- 1921 рік — 66 людини, 10 будинків[2].
- 1931 рік — 65 людини, 13 будинків[3].